# Victor Stuyvaert
Victor Stuyvaert (Gent, 5 november 1897 – aldaar, 2 april 1974) was een Belgisch grafisch ontwerper. Hij werd met name bekend door zijn houtsnijwerk, maar was ook actief als illustrator, aquarellist en etser. Van zijn hand verschenen ruim tweehonderd ex-librissen en ex-musicissen. Ook verzorgde hij illustraties voor ruim 100 literaire werken, waaronder La Reine Morte, Paradise Lost en Don Quichotte. Werk van Stuyvaert is terug te vinden in allerlei musea en prentenkabinetten, zoals in het Gents Museum Arnold Vander Haeghen, waar een kabinet naar hem is vernoemd en veel van zijn werk te bezichtigen is. Hij ontwierp tevens het schild van de Vlaams Economische Kring (VEK) in Gent.
Stuyvaert studeerde tot 1922 aan de Academie van Gent. Niet veel later, in 1924, werd hij werkzaam als tekenleraar op het atheneum in de stad en in 1931 op het Lyceum. Van 1940 tot 1957 keerde hij terug naar de Academie van Gent, nu als docent. Tot de leerlingen in zijn eigen grafisch atelier behoorde onder andere Gerard Gaudaen. Stuyvaert was lid van La Gravure Originale Belge.
Stuyvaerts werk werd in 1919 bekroond met de Prijs voor kleingrafiek West-Vlaanderen en in 1935 met een Ereprijs tijdens de Wereldtentoonstelling in Brussel.

## Bron
- Arto Biografisch Lexicon van de plastische kunst in België, zie http://www.arto.be/CONTENT/NL/02_LEXICON/01_LEXICON_DETAIL.cfm?LETTER=S&LEX=8419
- Victor Stuyvaert op DBNL:[1]

- Bibliothèque nationale de France: cb135660155 (data)
- Digitale Bibliotheek voor de Nederlandse Letteren: stuy001
- Gemeinsame Normdatei: 118999850
- International Standard Name Identifier: 0000 0000 8125 511X
- Library of Congress Control Number: n88128386
- Nationale Bibliotheek van Israël: 987007443903105171
- Nederlandse Thesaurus van Auteursnamen: 071376682
- RKD-Nederlands Instituut voor Kunstgeschiedenis: 75987
- Système universitaire de documentation: 145084183
- Union List of Artist Names: 500176365
- Virtual International Authority File: 302169255
- WorldCat: E39PBJhmMMTX47fpph8XBHhJXd